# Hernádnémeti
Hernádnémeti este un sat în districtul Miskolc, județul Borsod-Abaúj-Zemplén, Ungaria, având o populație de 3.675 de locuitori (2011). 

## Demografie
Componența etnică a satului Hernádnémeti
     Maghiari (86,71%)
     Romi (11,86%)
     Necunoscut (0,83%)
     Alții (0,6%)
Componența confesională a satului Hernádnémeti
     Romano-catolici (47,73%)
     Reformați (27,51%)
     Fără religie (4,87%)
     Greco-catolici (2,88%)
     Necunoscută (16,49%)
     Alte religii (1,01%)
Conform recensământului din 2011, satul Hernádnémeti avea 3.675 de locuitori. Din punct de vedere etnic, majoritatea locuitorilor (86,71%) erau maghiari, cu o minoritate de romi (11,86%). Apartenența etnică nu este cunoscută în cazul a 0,83% din locuitori. Nu există o religie majoritară, locuitorii fiind romano-catolici (47,73%), reformați (27,51%), persoane fără religie (4,87%) și greco-catolici (2,88%). Pentru 16,49% din locuitori nu este cunoscută apartenența confesională.